# Lepturus tenuis
Lepturus tenuis är en gräsart som beskrevs av Isaac Bayley Balfour. Lepturus tenuis ingår i släktet Lepturus och familjen gräs. Inga underarter finns listade i Catalogue of Life.